# Lajos Détári
Lajos Détári (Budapest, 24 aprile 1963) è un allenatore di calcio ed ex calciatore ungherese, di ruolo centrocampista.

## Biografia
Ha due figlie di nome Dora e Zsanett.

## Caratteristiche tecniche
Trequartista tecnicamente dotato, è ritenuto uno dei migliori calciatori ungheresi dell'epoca del dopo-Puskás. Era maggiormente abile nella rifinitura piuttosto che nella finalizzazione.

## Carriera

### Giocatore

#### Club

##### Gli inizi in patria
Muove i primi passi nel Aszfaltútépítő Budapest, nel 1973 a soli dieci anni entra nel settore giovanile dell'Honvéd, facendo tutta la trafila e debuttando in prima squadra nel 1980 all'età di diciassette anni sotto la guida della bandiera del club Lajos Tichy. Grazie alle ottime doti dimostrate scala presto le gerarchie nella squadra guadagnandosi un posto da titolare già alla sua terza stagione. Con la squadra di Kispest sarà uno delle successive bandiere del club diventando titolare inamovibile, laureandosi campione d'Ungheria ben tre volte in tre anni consecutivi vincendo anche una Coppa d'Ungheria. Sotto il profilo personale vinse tre volte e anche qui per tre anni successivi il titolo di capocannoniere del campionato ungherese attirando l'interesse nazionale e non vedendo in lui l'erede di Ferenc Puskás.

##### Le esperienze estere

Détari in azione al Bologna nella stagione 1991-1992

Nel 1987, si trasferì ai tedeschi dell'Eintracht Francoforte: nell'unica stagione in Germania, segnò al Bochum la rete che valse la coppa nazionale, portando la squadra al nono posto finale in campionato, vincendo anche il premio di miglior giocatore straniero della Bundesliga grazie alle 11 reti messe a segno in 33 partite.
Lasciò il club dopo un anno trasferendosi all'Olympiakos Pireo in cui militò per un biennio, prima che l'arresto del presidente della società lo costringesse a cambiare squadra.
Nella sua prima stagione vinse la coppa nazionale e il premio di miglior giocatore del campionato, lasciò il club biancorosso con 55 presenze e 33 reti.
Nell'estate 1990 fu acquistato dal Bologna. L'esperienza felsinea durò fino al 1992, con una serie di infortuni che impedirono al magiaro di esprimersi al meglio. In Italia giocò anche per l'Ancona e il Genoa.
A 31 anni si trasferì agli svizzeri del Neuchâtel Xamax, dove nonostante i contrasti con l'allenatore Gilbert Gress seppe fornire buone prestazioni terminando la stagione al quarto posto e segnando 12 reti in 38 presenze vincendo anche qui alla prima stagione il titolo di miglior giocatore del campionato. Nella seconda stagione invece subì un grave infortunio alla terza giornata di campionato, restando fermo per tutta la stagione.
Nell'estate del 1996 si trasferisce St. Pölten militante nella seconda serie austriaca. Alla prima stagione si aggiudicò il titolo di capocannoniere del campionato con 19 e il premio di giocatore dell'anno della squadra, sfiorando la promozione nella massima serie nella prima stagione, e retrocedendo dopo i play-out nella seconda, lasciando il club con 29 reti in 50 presenze.

##### Ultimi anni
Successivamente nel 1998 tornò in patria firmando per il BVSC Budapest squadra militante in massima serie, nonostante le 8 reti messe a segno in 17 occasioni non riuscì ad evitare la retrocessione della squadra in NBII. L'annata seguente scese di categoria firmando per il Dunakeszi VSE squadra dell'omonima cittadina della Contea di Pest militante in seconda divisione, terminò la stagione con 17 presenze e 4 gol.
Per la stagione 2000-01 si trasferì nuovamente in Austria, firmando con l'SC Ostbahn XI società storica di Vienna del distretto di Simmering militante nella Wiener Stadtliga la quarta serie del calcio austriaco. Con la squadra viennese scese in campo in 11 occasioni mettendo a segno 5 reti. Nel febbraio 2001 lasciò il club austriaco andando in Slovacchia per accettare la proposta del Družstevník Horná Potôň squadra della quinta divisione slovacca dell'omonima cittadina abitata prevalentemente da ungheresi. Alla firma fu accolto da un grande clamore nel club, furono presenti ben nove emittenti televisive nella sua prima conferenza stampa, inoltre gli fu consegnata la maglia numero 10. All'esordio mise a segno una doppietta, successivamente un infortunio non gli permise di segnare altre reti. Nell'estate del 2001 dopo aver declinato un'offerta dello Csepel annunciò il ritiro all'età di 38 anni.

#### Nazionale
Con la Nazionale ungherese ha giocato dal 1984 al 1994, partecipando ai Mondiali messicani del 1986, in cui va a segno nella gara vinta per 2-0 contro il Canada.
Con la selezione maggiore ha segnato 13 reti in 59 partite, diventandone capitano nel 1989.

### Allenatore
La sua carriera in panchina, iniziata poco dopo il ritiro dal campo, sotto l'invito dell'imprenditore rumeno di origine ungherese László Máriusz Vízer nel 2000 diviene allenatore del Bihor Oradea terminando al quarto posto nella seconda serie rumena. L'annata successiva tornò in patria firmando per lo Csepel in NBII, la seconda divisione ungherese, terminando quarto. Ssuccessivamente tornò all'Honvéd esordendo così nella massima serie magiara, terminando il campionato al settimo posto e centrando la qualificazione all'Intertoto; la stagione seguente iniziò nel club di Kispest ma dopo l'acquisto del club da parte dell'italiano Piero Pini fu mandato via.
Nel 2002 tenta l'avventura in Vietnam firmando per il Hà Nội - ACB, club della massima serie, portando con sé svariati calciatori e tecnici ungheresi. Tornato in patria firmò per l'Haladás; rassegna le dimissioni a dieci giornate dal termine ,con la squadra al secondo posto e in lizza per la promozione in NBI. Successivamente è diventato l'allenatore del Tatabanya, sempre in seconda divisione, guidandolo al nono posto finale. Per la stagione 2004-05 venne scelto dal Diosgyor neopromosso nella massima serie, ma dopo non essere riuscito ad ottenere la licenza e di conseguenza a non partecipare al campionato rescisse il contratto. Fu consulente del Nyíregyháza prima di firmare per il Panserraïkos, squadra della seconda divisione greca, con l'obiettivo di ritornare in Souper Ligka Ellada, ma dopo una serie di incomprensioni con la dirigenza è stato sollevato dall'incarico prima ancora di poter cominciare il campionato. Tornato in patria firmò per un piccolo club della capitale, l'Unione Budapest militante nella Megye II, ovvero la quinta serie del calcio magiaro: al termine dell'annata vinse il campionato, lasciando comunque il club.
Nel 2006 ebbe l'occasione di fare da vice a Péter Bozsik nella Nazionale ungherese, ma, dopo alcuni disastrosi risultati come la pesante sconfitta per 4-1 in casa contro la Norvegia e il vergognoso risultato contro Malta, unito al grande malcontento popolare che chiedeva a gran voce l'esonero dei due, ad ottobre dopo un incontro con la MLSZ vennero licenziati assieme a tutto il loro staff. Nella stagione 2006-07 si accasò al Felsőpakony, in Megye II. Per la stagione successiva venne invitato da Vízer, già suo presidente ai tempi del Bihor Oradea, alla guida del Sopron avendo così nuovamente l'occasione di allenate una squadra nella massima serie; ma dopo il cambio di proprietà, con l'acquisto da parte dell'italiano Righi, venne licenziato dopo la sconfitta per 1-0 contro il Mòr in Coppa d'Ungheria. Nel 2008 tornò in Grecia accettando la proposto del Poros. Successivamente tornò in patria guidando la squadra del Siofok nella massima serie. Dopo una breve esperienza alla guida delle giovanili, ebbe un'altra breve esperienza al Vecsés, club di terza divisione e poi al FK Tornala, squadra slovacca, restando una stagione.
Ritornato al Vecsés per un anno, il 30 agosto 2011 è diventato allenatore del Ferencvarosi. Il 20 agosto 2012 lascia la guida del club a seguito di una rescissione consensuale. Finita l'esperienza con il club biancoverde, nel campionato 2013-14 fece da direttore tecnico per la squadra del Felsőtárkány militante in NBIII, la terza divisione nazionale. Nel 2015 diventa l'allenatore del Balatonszepezd, squadra dell'omonimo comune ungherese situato sul lago Balaton e militante nella Megye III, la sesta serie del calcio ungherese, quindi nel 2016 sale di categoria accettando la proposto del Nagyréde SE militante nel campionato della Megye I, la quarta serie in Ungheria.

## Statistiche

### Presenze e reti nei club
Statistiche aggiornate al 30 maggio 2017.
| Stagione               | Squadra                 | Campionato             | Campionato | Campionato | Coppe nazionali | Coppe nazionali | Coppe nazionali | Coppe continentali | Coppe continentali | Coppe continentali | Altre coppe | Altre coppe | Altre coppe | Totale | Totale |  |
| Stagione               | Squadra                 | Comp                   | Pres       | Reti       | Comp            | Pres            | Reti            | Comp               | Pres               | Reti               | Comp        | Pres        | Reti        | Pres   | Reti   |  |
| ---------------------- | ----------------------- | ---------------------- | ---------- | ---------- | --------------- | --------------- | --------------- | ------------------ | ------------------ | ------------------ | ----------- | ----------- | ----------- | ------ | ------ |  |
| 1980-1981              | Honvéd                  | NBI                    | 2          | 0          | MK              | 0               | 0               | -                  | -                  | -                  | -           | -           | -           | 2      | 0      |  |
| 1981-1982              | Honvéd                  | NBI                    | 4          | 0          | MK              | 1               | 0               | -                  | -                  | -                  | -           | -           | -           | 5      | 0      |  |
| 1982-1983              | Honvéd                  | NBI                    | 23         | 3          | MK              | 4               | 2               | -                  | -                  | -                  | -           | -           | -           | 27     | 5      |  |
| 1983-1984              | Honvéd                  | NBI                    | 24         | 5          | MK              | 3               | 1               | Int.+CU            | 5+3                | 1+0                | -           | -           | -           | 35     | 7      |  |
| 1984-1985              | Honvéd                  | NBI                    | 30         | 18         | MK              | 7               | 8               | CC                 | 2                  | 0                  | -           | -           | -           | 39     | 26     |  |
| 1985-1986              | Honvéd                  | NBI                    | 27         | 27         | MK              | 3               | 5               | CC                 | 4                  | 5                  | -           | -           | -           | 34     | 37     |  |
| 1986-1987              | Honvéd                  | NBI                    | 24         | 19         | MK              | 2               | 2               | CC                 | 2                  | 2                  | -           | -           | -           | 28     | 23     |  |
| Totale Honvéd          | Totale Honvéd           | Totale Honvéd          | 134        | 72         |                 | 20              | 18              |                    | 16                 | 8                  |             | -           | -           | 170    | 98     |  |
| 1987-1988              | Eintracht Francoforte   | BL                     | 33         | 11         | CG              | 6               | 3               |                    | -                  | -                  |             | -           | -           | 39     | 14     |  |
| 1988-1989              | Olympiacos              | AE                     | 27         | 15         | KE              | 1               | 0               | -                  | -                  | -                  | -           | -           | -           | 28     | 15     |  |
| 1989-1990              | Olympiacos              | AE                     | 34         | 20         | KE              | 10              | 6               | CU                 | 6                  | 2                  | -           | -           | -           | 50     | 28     |  |
| Totale Olympiakos      | Totale Olympiakos       | Totale Olympiakos      | 61         | 35         |                 | 11              | 6               |                    | 6                  | 2                  |             | -           | -           | 78     | 43     |  |
| 1990-1991              | Bologna                 | A                      | 15         | 5          | CI              | 2               | 0               | CU                 | 3                  | 1                  | -           | -           | -           | 20     | 6      |  |
| 1991-1992              | Bologna                 | B                      | 27         | 9          | CI              | 2               | 1               | -                  | -                  | -                  | -           | -           | -           | 29     | 10     |  |
| Totale Bologna         | Totale Bologna          | Totale Bologna         | 42         | 14         |                 | 4               | 1               |                    | 3                  | 1                  |             | -           | -           | 49     | 16     |  |
| 1992-1993              | Ancona                  | A                      | 32         | 9          | CI              | 2               | 1               | -                  | -                  | -                  | -           | -           | -           | 34     | 10     |  |
| lug.-nov. 1993         | Ferencvárosi            | NBI                    | 13         | 1          | MK              | 2               | 0               | CdC                | 1                  | 1                  | MS          | 1           | 0           | 17     | 2      |  |
| nov. 1993-1994         | Genoa                   | A                      | 8          | 1          | CI              | -               | -               | -                  | -                  | -                  | -           | -           | -           | 8      | 1      |  |
| 1994-1995              | Neuchâtel Xamax         | LNA                    | 34         | 12         | CS              | 2               | 2               | -                  | -                  | -                  | -           | -           | -           | 36     | 14     |  |
| 1995-1996              | Neuchâtel Xamax         | LNA                    | 3          | 0          | CS              | 0               | 0               | CU                 | 1                  | 0                  | -           | -           | -           | 4      | 0      |  |
| Totale Neuchâtel Xamax | Totale Neuchâtel Xamax  | Totale Neuchâtel Xamax | 37         | 12         |                 | 2               | 2               |                    | 1                  | 0                  |             | -           | -           | 40     | 14     |  |
| 1996-1997              | St. Pölten              | 2.L                    | 25         | 19         | CA              | 2               | 2               | -                  | -                  | -                  | -           | -           | -           | 27     | 21     |  |
| 1997-1998              | St. Pölten              | 2.L                    | 25+2       | 10         | CA              | 1               | 0               | -                  | -                  | -                  | -           | -           | -           | 28     | 10     |  |
| Totale St. Pölten      | Totale St. Pölten       | Totale St. Pölten      | 50+2       | 29         |                 | 3               | 2               |                    | -                  | -                  |             | -           | -           | 55     | 31     |  |
| 1998-1999              | BVSC Budapest           | NBI                    | 17         | 8          | MK              | 3               | 1               | -                  | -                  | -                  | -           | -           | -           | 20     | 9      |  |
| 1999-2000              | Dunakeszi VSE           | NBII                   | 17         | 4          | MK              | 0               | 0               | -                  | -                  | -                  | -           | -           | -           | 17     | 4      |  |
| 2000-feb. 2001         | Ostbahn XI              | WS                     | 11         | 5          | CA              | 1               | 0               | -                  | -                  | -                  | -           | -           | -           | 12     | 5      |  |
| feb.-giu. 2001         | Družstevník Horná Potôň | V.L                    | 4          | 2          | SP              | -               | -               | -                  | -                  | -                  | -           | -           | -           | 4      | 2      |  |
| Totale carriera        | Totale carriera         | Totale carriera        | 459+2      | 203        |                 | 54              | 34              |                    | 27                 | 12                 |             | 1           | 0           | 543    | 249    |  |

### Cronologia presenze e reti in nazionale
| Cronologia completa delle presenze e delle reti in nazionale ― Ungheria | Cronologia completa delle presenze e delle reti in nazionale ― Ungheria | Cronologia completa delle presenze e delle reti in nazionale ― Ungheria | Cronologia completa delle presenze e delle reti in nazionale ― Ungheria | Cronologia completa delle presenze e delle reti in nazionale ― Ungheria | Cronologia completa delle presenze e delle reti in nazionale ― Ungheria | Cronologia completa delle presenze e delle reti in nazionale ― Ungheria | Cronologia completa delle presenze e delle reti in nazionale ― Ungheria |
| Data                                                                    | Città                                                                   | In casa                                                                 | Risultato                                                               | Ospiti                                                                  | Competizione                                                            | Reti                                                                    | Note                                                                    |
| ----------------------------------------------------------------------- | ----------------------------------------------------------------------- | ----------------------------------------------------------------------- | ----------------------------------------------------------------------- | ----------------------------------------------------------------------- | ----------------------------------------------------------------------- | ----------------------------------------------------------------------- | ----------------------------------------------------------------------- |
| 22-8-1984                                                               | Budapest                                                                | Ungheria                                                                | 3 – 0                                                                   | Svizzera                                                                | Amichevole                                                              | -                                                                       |                                                                         |
| 25-8-1984                                                               | Budapest                                                                | Ungheria                                                                | 0 – 2                                                                   | Messico                                                                 | Amichevole                                                              | -                                                                       |                                                                         |
| 22-8-1984                                                               | Budapest                                                                | Ungheria                                                                | 3 – 1                                                                   | Austria                                                                 | Qual. Mondiali 1986                                                     | -                                                                       |                                                                         |
| 17-10-1984                                                              | Rotterdam                                                               | Paesi Bassi                                                             | 1 – 2                                                                   | Ungheria                                                                | Qual. Mondiali 1986                                                     | 1                                                                       |                                                                         |
| 17-11-1984                                                              | Limassol                                                                | Cipro                                                                   | 1 – 2                                                                   | Ungheria                                                                | Qual. Mondiali 1986                                                     | -                                                                       |                                                                         |
| 29-1-1985                                                               | Amburgo                                                                 | Germania Ovest                                                          | 0 – 1                                                                   | Ungheria                                                                | Amichevole                                                              | -                                                                       |                                                                         |
| 3-4-1985                                                                | Budapest                                                                | Ungheria                                                                | 2 – 0                                                                   | Cipro                                                                   | Qual. Mondiali 1986                                                     | -                                                                       |                                                                         |
| 17-4-1985                                                               | Vienna                                                                  | Austria                                                                 | 0 – 3                                                                   | Ungheria                                                                | Qual. Mondiali 1986                                                     | 1                                                                       |                                                                         |
| 14-5-1985                                                               | Budapest                                                                | Ungheria                                                                | 0 – 1                                                                   | Paesi Bassi                                                             | Qual. Mondiali 1986                                                     | -                                                                       |                                                                         |
| 16-10-1985                                                              | Cardiff                                                                 | Galles                                                                  | 0 – 3                                                                   | Ungheria                                                                | Amichevole                                                              | 1                                                                       |                                                                         |
| 9-12-1985                                                               | Irapuato                                                                | Ungheria                                                                | 1 – 0                                                                   | Corea del Sud                                                           | Amichevole                                                              | -                                                                       |                                                                         |
| 12-12-1985                                                              | Monterrey                                                               | Ungheria                                                                | 3 – 1                                                                   | Algeria                                                                 | Amichevole                                                              | -                                                                       | 46’                                                                     |
| 14-12-1985                                                              | Toluca                                                                  | Messico                                                                 | 2 – 0                                                                   | Ungheria                                                                | Amichevole                                                              | -                                                                       |                                                                         |
| 2-2-1986                                                                | Doha                                                                    | Qatar                                                                   | 0 – 3                                                                   | Ungheria                                                                | Amichevole                                                              | 1                                                                       |                                                                         |
| 16-3-1986                                                               | Budapest                                                                | Ungheria                                                                | 3 – 0                                                                   | Brasile                                                                 | Amichevole                                                              | 1                                                                       |                                                                         |
| 2-6-1986                                                                | Irapuato                                                                | Unione Sovietica                                                        | 6 – 0                                                                   | Ungheria                                                                | Mondiali 1986 - 1º turno                                                | -                                                                       |                                                                         |
| 6-6-1986                                                                | Irapuato                                                                | Canada                                                                  | 0 – 2                                                                   | Ungheria                                                                | Mondiali 1986 - 1º turno                                                | 1                                                                       |                                                                         |
| 9-6-1986                                                                | León                                                                    | Ungheria                                                                | 0 – 3                                                                   | Francia                                                                 | Mondiali 1986 - 1º turno                                                | -                                                                       |                                                                         |
| 15-10-1986                                                              | Budapest                                                                | Ungheria                                                                | 0 – 1                                                                   | Paesi Bassi                                                             | Qual. Euro 1988                                                         | -                                                                       |                                                                         |
| 12-11-1986                                                              | Amarousio                                                               | Grecia                                                                  | 2 – 1                                                                   | Ungheria                                                                | Qual. Euro 1988                                                         | -                                                                       |                                                                         |
| 29-4-1987                                                               | Rotterdam                                                               | Paesi Bassi                                                             | 2 – 0                                                                   | Ungheria                                                                | Qual. Euro 1988                                                         | -                                                                       |                                                                         |
| 17-5-1987                                                               | Budapest                                                                | Ungheria                                                                | 5 – 3                                                                   | Polonia                                                                 | Qual. Euro 1988                                                         | 2                                                                       |                                                                         |
| 23-9-1987                                                               | Varsavia                                                                | Polonia                                                                 | 3 – 2                                                                   | Ungheria                                                                | Qual. Euro 1988                                                         | -                                                                       |                                                                         |
| 14-10-1987                                                              | Budapest                                                                | Ungheria                                                                | 3 – 0                                                                   | Grecia                                                                  | Qual. Euro 1988                                                         | 1                                                                       |                                                                         |
| 18-11-1987                                                              | Budapest                                                                | Ungheria                                                                | 0 – 0                                                                   | Germania Ovest                                                          | Amichevole                                                              | -                                                                       |                                                                         |
| 2-12-1987                                                               | Budapest                                                                | Ungheria                                                                | 1 – 0                                                                   | Cipro                                                                   | Qual. Euro 1988                                                         | -                                                                       | 80’                                                                     |
| 27-4-1988                                                               | Budapest                                                                | Ungheria                                                                | 0 – 0                                                                   | Inghilterra                                                             | Amichevole                                                              | -                                                                       |                                                                         |
| 10-5-1988                                                               | Budapest                                                                | Ungheria                                                                | 2 – 2                                                                   | Danimarca                                                               | Amichevole                                                              | -                                                                       |                                                                         |
| 17-5-1988                                                               | Budapest                                                                | Ungheria                                                                | 0 – 4                                                                   | Austria                                                                 | Amichevole                                                              | -                                                                       |                                                                         |
| 19-10-1988                                                              | Budapest                                                                | Ungheria                                                                | 1 – 0                                                                   | Irlanda del Nord                                                        | Qual. Mondiali 1990                                                     | -                                                                       |                                                                         |
| 8-3-1989                                                                | Budapest                                                                | Ungheria                                                                | 0 – 0                                                                   | Irlanda                                                                 | Qual. Mondiali 1990                                                     | -                                                                       | cap.                                                                    |
| 4-4-1989                                                                | Budapest                                                                | Ungheria                                                                | 3 – 0                                                                   | Svizzera                                                                | Amichevole                                                              | 1                                                                       | cap. 81’                                                                |
| 12-4-1989                                                               | Budapest                                                                | Ungheria                                                                | 1 – 1                                                                   | Malta                                                                   | Qual. Mondiali 1990                                                     | -                                                                       | cap.                                                                    |
| 26-4-1989                                                               | Taranto                                                                 | Italia                                                                  | 4 – 0                                                                   | Ungheria                                                                | Amichevole                                                              | -                                                                       | Cap.                                                                    |
| 4-6-1989                                                                | Dublino                                                                 | Irlanda                                                                 | 2 – 0                                                                   | Ungheria                                                                | Qual. Mondiali 1990                                                     | -                                                                       | Cap.                                                                    |
| 6-9-1989                                                                | Belfast                                                                 | Irlanda del Nord                                                        | 1 – 2                                                                   | Ungheria                                                                | Qual. Mondiali 1990                                                     | -                                                                       | Cap.                                                                    |
| 11-10-1989                                                              | Budapest                                                                | Ungheria                                                                | 2 – 2                                                                   | Spagna                                                                  | Qual. Mondiali 1990                                                     | -                                                                       | Cap.                                                                    |
| 25-10-1989                                                              | Budapest                                                                | Ungheria                                                                | 1 – 0                                                                   | Grecia                                                                  | Amichevole                                                              | -                                                                       | Cap.                                                                    |
| 28-3-1990                                                               | Budapest                                                                | Ungheria                                                                | 1 – 3                                                                   | Francia                                                                 | Amichevole                                                              | -                                                                       | cap. 79’                                                                |
| 17-4-1991                                                               | Budapest                                                                | Ungheria                                                                | 0 – 1                                                                   | Unione Sovietica                                                        | Qual. Euro 1992                                                         | -                                                                       | 63’                                                                     |
| 1-5-1991                                                                | Salerno                                                                 | Italia                                                                  | 3 – 1                                                                   | Ungheria                                                                | Qual. Euro 1992                                                         | -                                                                       |                                                                         |
| 11-9-1991                                                               | Győr                                                                    | Ungheria                                                                | 1 – 2                                                                   | Irlanda                                                                 | Amichevole                                                              | -                                                                       | cap.                                                                    |
| 25-9-1991                                                               | Mosca                                                                   | Unione Sovietica                                                        | 2 – 2                                                                   | Ungheria                                                                | Qual. Euro 1992                                                         | -                                                                       | cap.                                                                    |
| 9-10-1991                                                               | Székesfehérvár                                                          | Ungheria                                                                | 0 – 2                                                                   | Belgio                                                                  | Amichevole                                                              | -                                                                       | cap.                                                                    |
| 30-10-1991                                                              | Szombathely                                                             | Ungheria                                                                | 0 – 0                                                                   | Norvegia                                                                | Qual. Euro 1992                                                         | -                                                                       | cap.                                                                    |
| 25-3-1992                                                               | Budapest                                                                | Ungheria                                                                | 2 – 1                                                                   | Austria                                                                 | Amichevole                                                              | 1                                                                       | cap.                                                                    |
| 9-9-1992                                                                | Lussemburgo                                                             | Lussemburgo                                                             | 0 – 3                                                                   | Ungheria                                                                | Amichevole                                                              | 1                                                                       | cap.                                                                    |
| 11-10-1992                                                              | Doha                                                                    | Qatar                                                                   | 1 – 4                                                                   | Ungheria                                                                | Amichevole                                                              | -                                                                       | cap. 87’                                                                |
| 7-3-1993                                                                | Fukuoka                                                                 | Giappone                                                                | 0 – 1                                                                   | Ungheria                                                                | Kirin Cup 1993                                                          | -                                                                       | cap.                                                                    |
| 10-3-1993                                                               | Nagoya                                                                  | Ungheria                                                                | 0 – 0                                                                   | Stati Uniti                                                             | Kirin Cup 1993                                                          | -                                                                       | cap.                                                                    |
| 31-3-1993                                                               | Budapest                                                                | Ungheria                                                                | 0 – 1                                                                   | Grecia                                                                  | Qual. Mondiali 1994                                                     | -                                                                       | cap.                                                                    |
| 15-4-1993                                                               | Budapest                                                                | Ungheria                                                                | 0 – 2                                                                   | Svezia                                                                  | Amichevole                                                              | -                                                                       | cap.                                                                    |
| 28-4-1993                                                               | Mosca                                                                   | Russia                                                                  | 3 – 0                                                                   | Ungheria                                                                | Qual. Mondiali 1994                                                     | -                                                                       | cap.                                                                    |
| 8-9-1993                                                                | Budapest                                                                | Ungheria                                                                | 1 – 3                                                                   | Russia                                                                  | Qual. Mondiali 1994                                                     | -                                                                       | cap.                                                                    |
| 27-10-1993                                                              | Budapest                                                                | Ungheria                                                                | 1 – 0                                                                   | Lussemburgo                                                             | Qual. Mondiali 1994                                                     | 1                                                                       | cap.                                                                    |
| 9-3-1994                                                                | Budapest                                                                | Ungheria                                                                | 1 – 2                                                                   | Svizzera                                                                | Amichevole                                                              | -                                                                       | cap. 46’                                                                |
| 7-9-1994                                                                | Budapest                                                                | Ungheria                                                                | 2 – 2                                                                   | Turchia                                                                 | Qual. Euro 1996                                                         | -                                                                       | cap.                                                                    |
| 12-10-1994                                                              | Budapest                                                                | Ungheria                                                                | 0 – 0                                                                   | Germania                                                                | Amichevole                                                              | -                                                                       | cap. 57’                                                                |
| 16-11-1994                                                              | Solna                                                                   | Svezia                                                                  | 2 – 0                                                                   | Ungheria                                                                | Qual. Euro 1996                                                         | -                                                                       | cap.                                                                    |
| Totale                                                                  |                                                                         | Presenze                                                                | 59                                                                      |                                                                         | Reti                                                                    | 13                                                                      |                                                                         |

## Palmarès

### Giocatore

#### Club
- Campionato ungherese: 3

Honvéd: 1983-1984, 1984-1985, 1985-1986
- Coppa d'Ungheria: 1

Honvéd: 1984-1985
- Coppa di Germania: 1

Eintracht Frankfurt: 1987-1988
- Coppa di Grecia: 1

Olympiakos: 1989-1990
- Supercoppa d'Ungheria: 1

Ferencváros: 1993

#### Individuale
- Capocannoniere del Campionato ungherese: 3

1984-1985 (18 gol), 1985-1986 (27 gol), 1986-1987 (19 gol)
- Calciatore ungherese dell'anno: 1

1985
- Miglior giocatore straniero della Bundesliga: 1

1988
- Miglior giocatore del Campionato greco: 1

1989
- Miglior giocatore del Campionato svizzero: 1

1994
- Capocannoniere della 2. Liga: 1

1996-1997 (19 gol)
- Miglior giocatore del St. Pölten: 1

1996-1997

### Allenatore
- Megye II: 1

Unione Budapest: 2005-2006